# 熱里·勒利耶
熱里·勒利耶（法語：Géry-Jacques-Charles Leuliet；1910年1月12日—2015年1月1日），是法國籍天主教主教。曾是亞眠教區主教。當他以104歲之齡去世前，他是當時天主教會的最年長主教。

## 生平
熱里·勒利耶出生於1910年1月12日法國李奇堡-拉夫維。他於1933年7月8日晉鐸，
他在1963年2月14日被時任教宗保祿六世任命為亞眠教區主教，並於同年5月9日晉牧。直到1985年1月15日榮休，及由弗朗索瓦·雅克·布斯尼（François Jacques Bussini）接替成為亞眠教區正權主教。2015年1月1日，他在法國阿拉斯去世。